# Knjaževac
Knjaževac ist eine Stadt im Bezirk Zaječar in Ostserbien und Hauptsitz der gleichnamigen Gemeinde.

## Details
In der Stadt kreuzen sich die Fernstraßen von Niš nach Zaječar sowie von Pirot nach Aleksinac. Daneben verfügt sie über einen Bahnhof an der Regionalbahnstrecke Niš–Zaječar. Knjaževac und sein Skiresort Babin Zub bieten zahlreiche touristische Attraktionen. In der Nähe der Stadt gibt es viele naturnahe Camping- und Picknickplätze.
Durch Knjaževac fließt der Svrljiški Timok.

## Klima
In der Stadt herrscht kontinentales Klima. Der wärmste Monat ist Juli mit einer Durchschnittstemperatur von 21,3 °C. Der kälteste Monat ist Januar mit −0,8 °C. Der durchschnittliche jährliche Niederschlag beträgt 580,8 Millimeter. Es gibt 306 sonnige sowie 30 schneereiche Tage im Jahr.

## Einwohner
Die Volkszählung 2002 (Eigennennung) ergab, dass 19.351 Menschen in der Stadt Knjaževac leben.
Frühere Volkszählungen:
- 1948: 4.862
- 1953: 5.906
- 1961: 7.445
- 1971: 11.249
- 1981: 16.665
- 1991: 19.705
- 2002: 19.351

## Kultur und Sehenswürdigkeiten
Es existiert ein Heimatmuseum.

## Wappen und Flagge

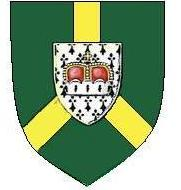
Kleines Wappen
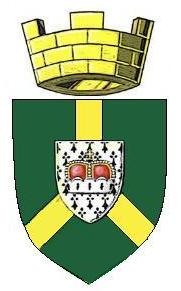
Mittleres Wappen
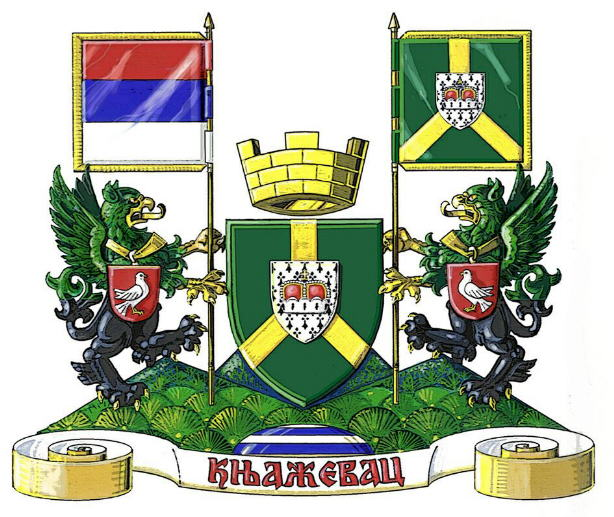
Großes Wappen
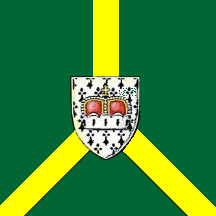
Flagge

## Söhne und Töchter der Stadt
- Dobrivoje Radosavljević (1915–1984), Vorsitzender des Zentralkomitees des Bundes der Kommunisten Serbiens (4. November 1966 – Februar 1968)
- Tom Paun (* 1952), freischaffender Kunstmaler
- Dragoslav Živković (* 1955), akademischer Mahler
- Neda Arnerić (1953–2020), Schauspielerin
- Miloš Stojanović (* 1984), Fußballspieler
- Nenad Marinković (* 1988), Fußballspieler
- Darko Lazić (* 1994), Fußballspieler